# 雷丁頓 (印第安納州)
雷丁頓（英語：Reddington）是位於美國印地安納州傑克遜縣的一個非建制地區。